# 圣母赎虏广场 (马拉加)
圣母赎虏广场（西班牙語：Plaza de la Merced）是西班牙马拉加市中心的一个广场。它是马拉加市中心最大的公共广场之一，并以毕加索故居而著称。

## 历史

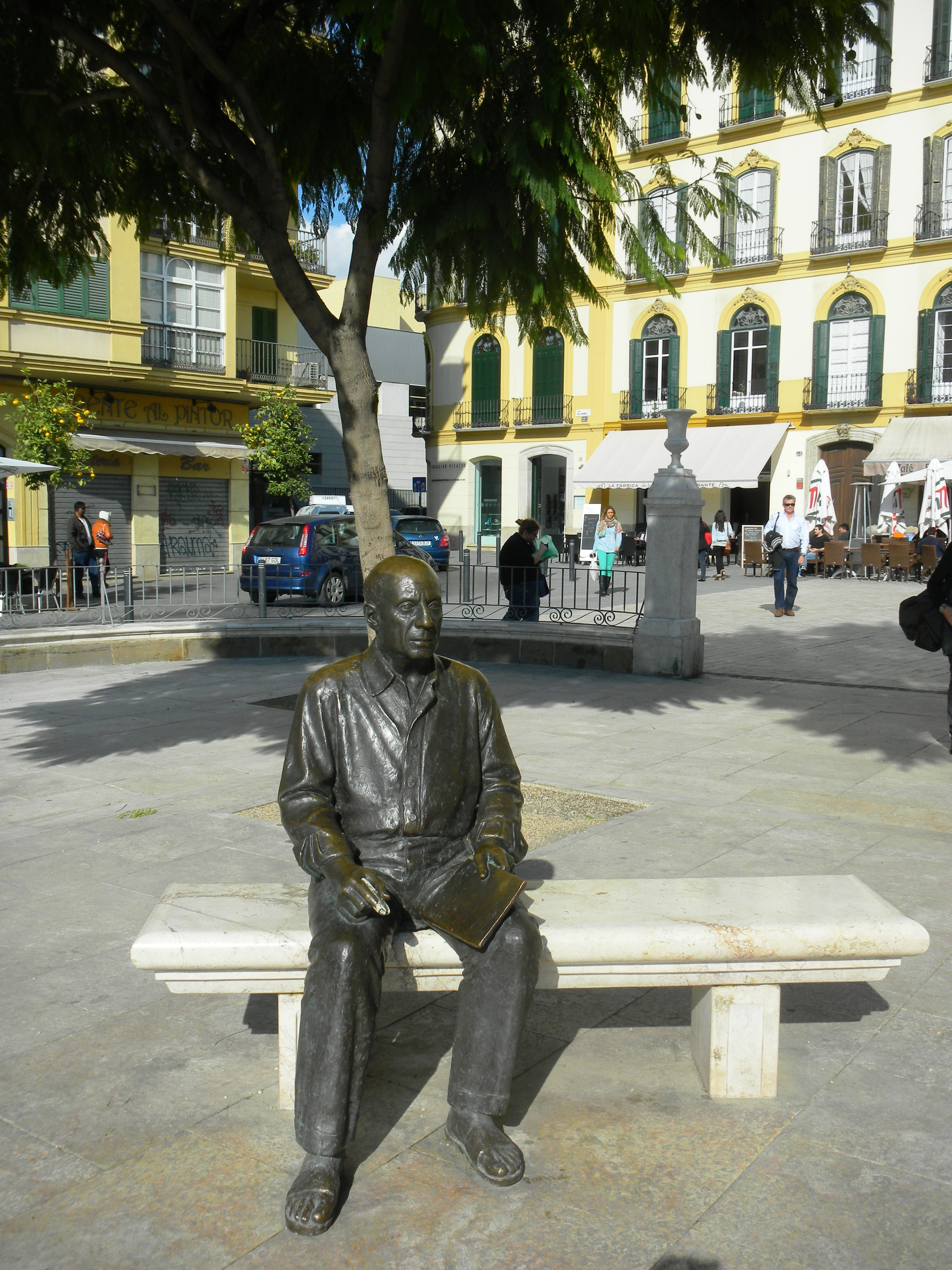
毕加索雕像

自古罗马时代起，该广场所在地已是一个开放的城市公共空间。在阿拉伯统治时期，广场位于外城墙以外，靠近格拉纳达门（Puerta de Granada）。1487年天主教双王征服城市时从此门进入。在15世纪，广场成为一个市场，因此曾称为市场广场。1507年，圣母赎虏会修士来到广场，获得了一块土地，在上面建了一座教堂，此后广场就以该修会的名字命名。这座教堂一直存在到1931年。

## 纪念碑

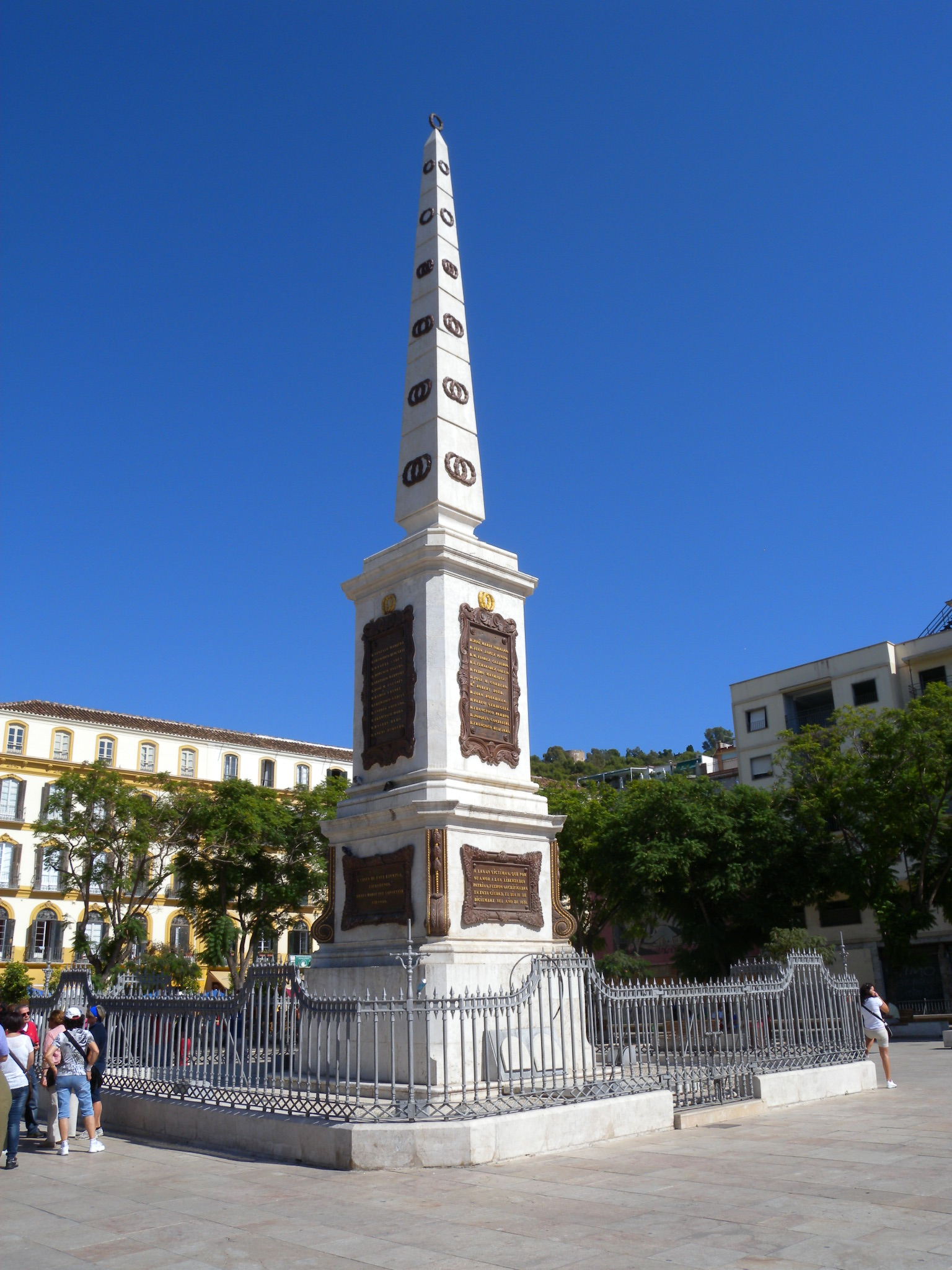
托里霍斯纪念碑

### 托里霍斯纪念碑
托里霍斯纪念碑（Monumento a Torrijos）是一座19世纪的纪念碑，位于广场中央。西班牙建筑师拉斐尔·米贾纳（Rafael Mitjana）设计了这座纪念碑，以纪念何塞·马里亚·托里霍斯将军及其48名同伴，他们被费迪南德七世下令枪杀。纪念碑的底部埋葬着他的遗体

### 毕加索雕像
这座雕像由弗朗西斯科·洛佩斯·埃尔南德斯建造，于2008年落成。青铜雕像高1.4米，描绘毕加索坐在大理石长凳上，用铅笔做笔记。雕像占据了一张长凳的一部分，游客可以坐在长凳旁边。

### 毕加索故居
毕加索出生的房子位于广场15号。这座房子现在是一个博物馆，毕加索基金会的总部。